# Марија Гужвица
Марија Гужвица (Београд, 1980) je српска сликарка.

## Биографија
Рођена је 1980. године у Београду. Дипломирала је на Факултету ликовних уметности Универзитета Црне Горе 2004. у класи професора Бранислава Секулића. Магистрирала је  сценски дизајн на Универзитету уметности у Београду 2007. године. Члан је Удружења ликовних уметника Србије од 2009, од тада има статус слободног уметника, и Уметничког удружења Нова Пазова.
Излагала је на преко сто самосталних и групних изложби у Србији, Црној Гори, Италији, Француској, Белгији, Сједињеним Америчким Државама и Шпанији, а њене слике се налазе у многим галеријама и приватним колекцијама у свијету. Добитница је више признања за сликарство и хуманитарни рад. На њеним сликама су највише заступљене женске фигуре.